# Федерация футбола Восточной Азии

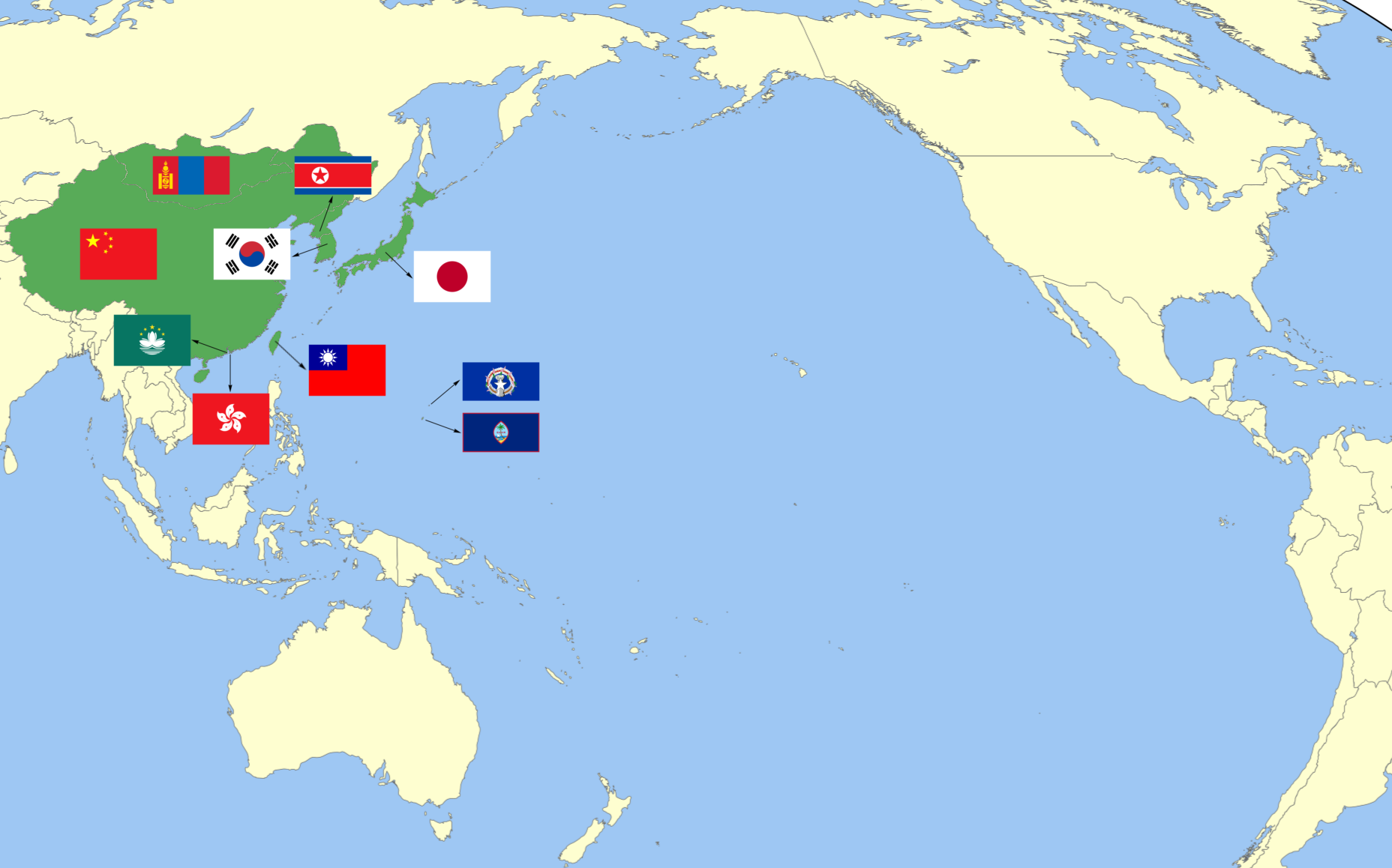
Члены EAFF

Федерация футбола Восточной Азии (англ. East Asian Football Federation, EAFF) — подразделение Азиатской конфедерации футбола, контролирующее развитие футбола в Восточной Азии. Основана 28 мая 2002 года. С 2003 года федерация проводит турниры для футбольных сборных, прежде всего, чемпионат Восточной Азии по футболу. Также проводятся соревнования для женских, детских, юношеских сборных по футболу и чемпионат по мини-футболу.

## Члены
В неё входят 10 членов ассоциаций. Все они являются членами Азиатской конфедерации футбола, за исключением Футбольной ассоциации Северных Марианских островов, которая в настоящее время является предварительным членом АФК (ранее член Конфедерации футбола Океании).
| Ассоциации                  | Год присоединения | Команда                     |
| --------------------------- | ----------------- | --------------------------- |
| Гонконг                     | 2002              | Гонконг                     |
| Гуам                        | 2002              | Гуам                        |
| Китай                       | 2002              | Китай                       |
| КНДР                        | 2002              | КНДР                        |
| Макао                       | 2002              | Макао                       |
| Монголия                    | 2002              | Монголия                    |
| Республика Корея            | 2002              | Республика Корея            |
| Северные Марианские острова | 2008              | Северные Марианские острова |
| Тайвань                     | 2002              | Тайвань                     |
| Япония                      | 2002              | Япония                      |

## Президенты
| Президент       | Годы      |
| --------------- | --------- |
| Синъитиро Окано | 2004-2006 |
| Чон Мон Джун    | 2006      |
| Сие Ялон        | 2006-2008 |
| Дзюндзи Огура   | 2008 -    |

## Турниры
| Соревнование                                | Год  | Чемпионы | Титулов | Второе место     | Следующее соревнование |
| ------------------------------------------- | ---- | -------- | ------- | ---------------- | ---------------------- |
| Чемпионат Восточной Азии по футболу         | 2022 | Япония   | 2       | Республика Корея | 2024                   |
| Чемпионат Восточной Азии по мини-футболу    | 2022 | Япония   | 3       | Республика Корея | 2024                   |
| Женский чемпионат Восточной Азии по футболу | 2022 | Япония   | 4       | Китай            | 2024                   |